# 喬·戴維斯縣
喬·戴維斯縣（英語：Jo Daviess County）是美國伊利諾伊州西北角的一個縣，北鄰威斯康辛州，西隔密西西比河與愛阿華州相望。面積1,602平方公里。根據美國2000年人口普查，共有人口22,289人。縣治加利納（Galena）。
成立於1827年2月17日。縣名紀念在蒂帕卡努之役中陣亡的約瑟·H·戴維斯（Joseph Hamilton Daveiss，縣名為手民之誤）。